# Stenus retrusus
Stenus retrusus är en skalbaggsart som beskrevs av Thomas Casey. Stenus retrusus ingår i släktet Stenus och familjen kortvingar. Inga underarter finns listade i Catalogue of Life.